# BEA Systems
Pour les articles homonymes, voir Beas et BEA.
BEA Systems, Inc. maintenant une filiale de Oracle est une société fondée en 1995, spécialisée dans les logiciels d'infrastructure d'entreprise. Elle a été rachetée en 2008 par Oracle Corporation.
Ses principaux produits sont :
- le logiciel transactionnel Tuxedo
- WebLogic, serveur d'application J2EE et serveur web
- AquaLogic, suite logicielle SOA

## Activité
BEA Systems est le premier éditeur mondial de logiciels d’infrastructure applicative. BEA WebLogic Enterprise Platform propose une plate-forme unifiée d’infrastructure applicative, intégrant des fonctionnalités de portail, d’intégration, de gestion des opérations et d’administration, de sécurité, de développement et de déploiement.
BEA propose des services de conseil, de formation et de support afin d’accompagner ses clients dans la mise en place et l’évolution de leurs systèmes d’information.

## Historique
Le nom de la société vient de la première initiale de chacun des 3 fondateurs : Bill Coleman, Edward W. Scott et Alfred Chuang, anciens employés de Sun Microsystems. Elle a été rachetée le 17 janvier 2008 par Oracle Corporation.
Le 16 janvier 2008 Oracle lance une OPA pour 8,5 milliards de dollars. À l'issue de l'OPA le titre sera retiré de la bourse.